# 死亡學
死亡學是一門研究死亡的學科。它調查死亡的外在環境與狀況，以及相關生還人士的心理狀況，以及廣大社會對死亡的態度。基本上這門學問跨越許多領域，經常在醫療、護理、獸醫等專業領域中出現，它也包含一個身軀在死亡前後的變化。

## 研究目的
大多數情況下，死亡學的研究是為了幫助臨終者、或是罹患不治之症者以及他們的家屬能夠得到舒緩性的照顧，這樣的照護稱為安寧療護。根據世界衛生組織 （页面存档备份，存于），安寧療護是一種可以讓患者和家屬，在面對足以威脅生命的病痛時，可用來提升生活品質的照護方式，包括治療疼痛和其他生理、心理、及社會的問題。死亡學終究認為死不可避免，而能夠發展出一套指導方針來舒緩死亡的過程則是它主要的功能。有一個死亡學的分枝稱為音樂死亡學，著重於利用音樂轉化人們的心靈。
死亡學不直接地探索生命或死亡的意義，在醫學上這樣的問題並不適合用來研究死亡學，一些醫學文章甚至提到探尋生死的意義不但荒謬而且無濟於事。然而這些問題卻非常適合被放在死亡的過程中，以思想、哲學性的方式來研究，研究對象包括個體、家庭、社區、文化等的關係，這個學問探求的是這些問題如何影響一個正在經歷死亡的這些研究對象，而不是研究問題的本身。許多人研究死亡學是因為他們相信生命可貴的價值觀，死亡是生命的終點，因而使得這們學問更值得被提出來探討，主要的目的是去舒緩並且改善死亡的過程，不僅是對臨終者，也針對相關的人，而「舒緩」和「改善」的概念可以和希波克拉底誓詞相容。

## 研究領域
死亡學是一門用上各種學問的學說。死亡是人類共同關心的事；它從史前就開始被研究再研究。這些研究中有些是研究死亡本質的；其他的通常是一些習俗。
正因為死亡是這麼一個寬廣的題目，死亡學依賴的是全面性的研究。

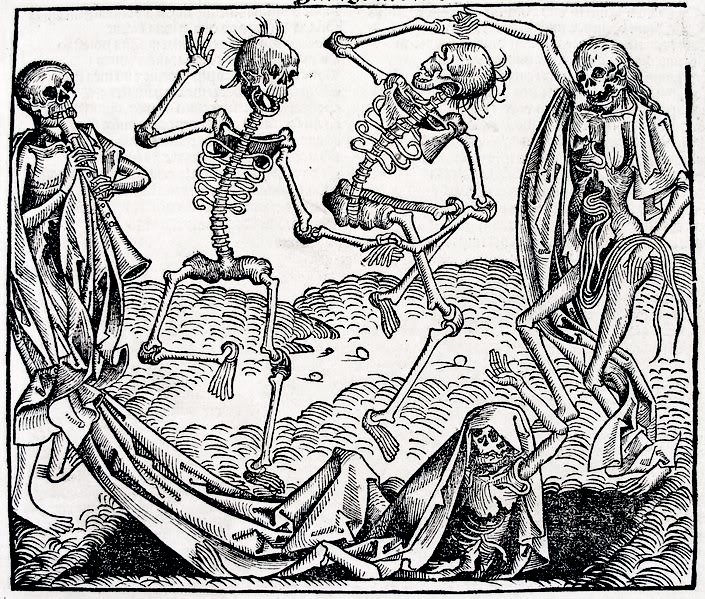
受到十四世紀黑死病的影響「死之舞」是個有關死亡的寓言，是中世紀晚期歐洲的一般人民對死亡的想法

人性大概是研究死亡最古老的規律。參照以前的歷史，人類平均有較低的生活水平。戰爭、飢荒及疾病令死亡觸手可及。藝術家、作家及詩人經常將死亡的普遍性當作作品的中心思想，而這個風氣今天依然延續。
裏是一名重要的掌管生死與重生的神。
宗教跟神話都將它們跟死後所會發生的事扯上關係，通常包括轉世或者來世之類的內容。

## 宗教與哲學觀點
- 佛教
  - 臨死位
  - 正死位
  - 中陰
  - 輪迴
  - 兩種生死：分段生死、變易生死
- 心理與靈魂現象：
  - 瀕死經驗
  - 前世回溯
  - 通靈
  - 靈魂出竅